# Rượu cần

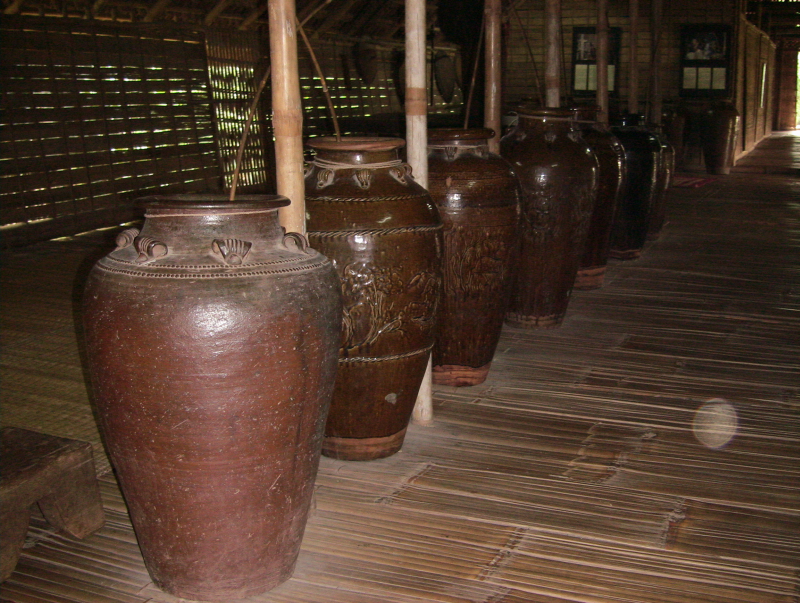
Những vò rượu cần trong nhà dài của người Ê Đê.

Rượu cần là loại rượu đặc sản của một số dân tộc tại Việt Nam, cũng như các nước ở khu vực Đông Nam Á. Rượu được ủ men trong hũ/bình/ché/chóe/ghè, không qua chưng cất, khi đem ra uống phải dùng các cần làm bằng tre/trúc đục thông lỗ để hút rượu.
Rượu cần là thứ đồ uống quý thường chỉ dùng trong các dịp lễ tế thần linh, những ngày hội làng và dành đãi khách.

## Tên gọi
- Tiếng Mnông: Nơm Yăng
- Tiếng K'ho: Tơ Nơm
- Tiếng Jarai: Tpei ché
- Tiếng Stiêng: Đ'rắp S'lung hay Rơ nơm Đ'rắp

## Nguyên liệu

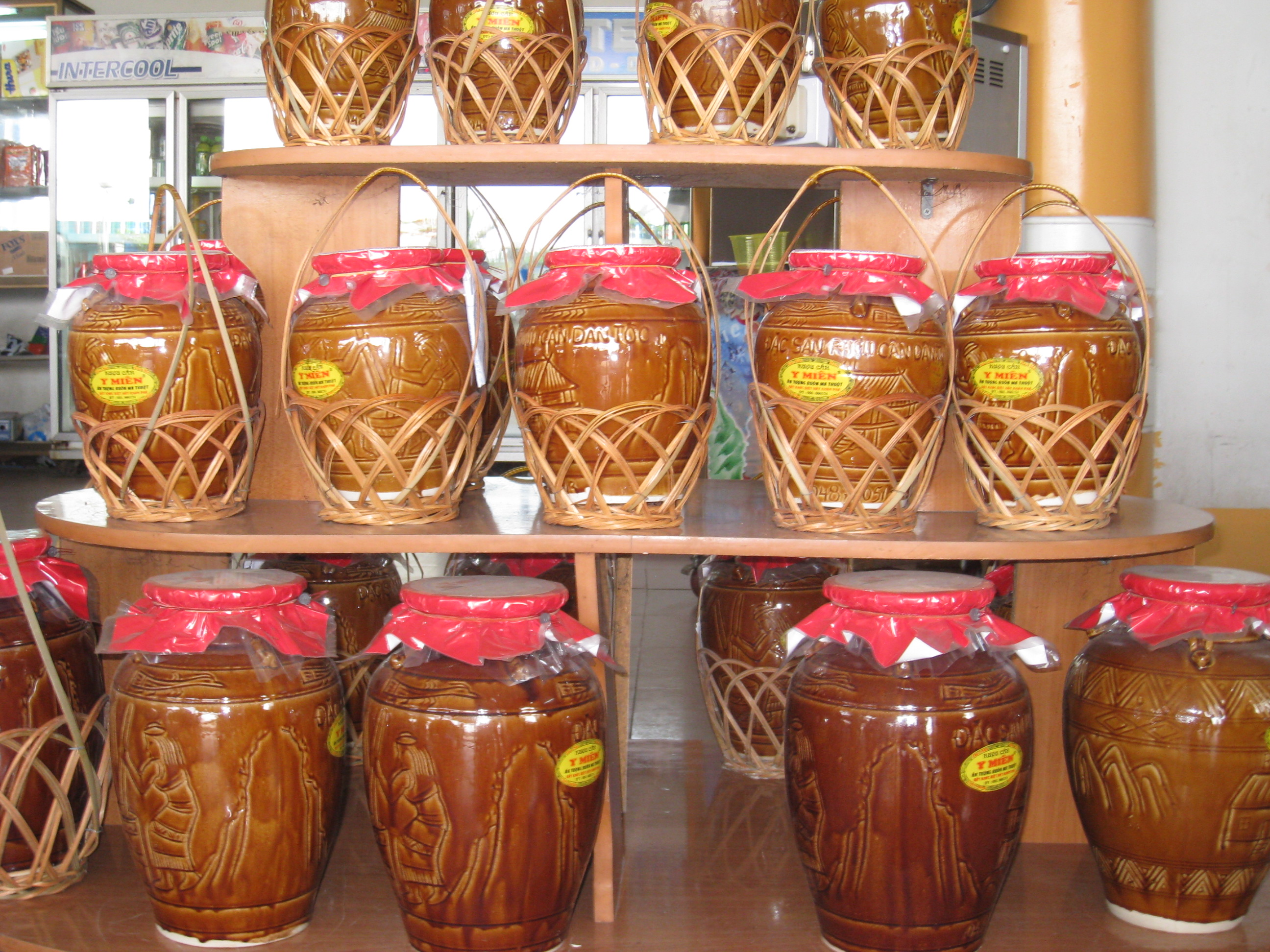
Rượu cần đang được bày bán

- Men rượu: men rượu được các dân tộc làm rất công phu từ các loại lá rừng có tinh dầu, các loại thuốc bắc, gừng, riềng v.v.
- Nguyên liệu chính (cái rượu): cái rượu được làm từ những loại ngũ cốc thông dụng như ngô (bắp), sắn (khoai mì), gạo nếp, gạo tẻ, hạt ý dĩ, hạt bo bo, hạt cào (một loại cỏ), kê v.v. Mỗi loại cho một hương vị ngọt ngào riêng, tuy nhiên ở Tây Nguyên ưa chuộng nhất theo thứ tự là rượu cào, bo bo, kê, rồi mới đến gạo, bắp[1].
- Chum, hũ, bình, chóe, ché (còn gọi là ghè) đựng toàn bộ nguyên liệu đã ủ men.
- Các cần tre, trúc dài cỡ một mét, được hơ lửa vuốt thẳng ra và đục thông ruột sau đó lại được uốn cong. Các dụng cụ đong nước vào ché như ca, sừng trâu đục thủng đáy v.v.

## Văn hóa
Tùy theo dân tộc, vùng miền, nghệ nhân, có nhiều bí quyết khác nhau để làm rượu cần. 

### Người Thái
Rượu cần người Thái làm khá cầu kỳ, gọi là "láu xá". Men rượu làm toàn bằng những thứ lá và quả từ rừng sẵn có (gọi là men lá). Những thứ quả lá chủ yếu gồm có: bơ hinh ho, khi mắc cái, củ riềng, lá trầu không, quả ớt... những thứ này được giã đều cho thật nhuyễn với gạo tấm, sau đó nắm thành từng miếng tròn dẹt như bánh rán, đem ủ với rơm, xếp từng lớp đều nhau. Khi đã ủ kỹ từ 15 đến 20 ngày có mùi men bốc lên họ đêm phơi lên gác bếp cho khô. Khi cần dùng đem giã nhỏ rắc vào cái rượu, mỗi mẻ rượu cần từ 7 đến 9 bánh, cái rượu được làm bằng vỏ sắn củ khô gọt ra đem ngâm ở suối ba ngày ba đêm cho hết mùi bồ hóng và độc tố của sắn. Vớt lên phơi khô trộn với trấu lẫn tấm đưa lên "hông" (dụng cụ hấp, đồ) đồ cho chính, sau đó đổ xuống mẹt hoặc lá cót để cho thật nguội đem men rắc đều từng lớp, tiếp tục ủ bằng lá chuối hoặc lá rừng (bỏ nhum, bơ cá) để rượu bốc men rồi đem bỏ vào từng chum, lấy lá chuối hoặc mảnh ni lông bịt kín (nếu để hở hơi rượu sẽ bị chua). Khi đã ủ vào chum từ 25-30 ngày rượu có thể uống được, để càng lâu rượu càng đặc, càng ngọt. Ngoài sắn khô người ta còn làm bằng loại ngũ cốc khác như ngô, hạt ý dĩ củ dong riềng.

### Tây Nguyên
Tại Tây Nguyên, rượu cần thường được các dân tộc như K'Ho, Gia rai, Rhade làm bằng bắp ngô, củ sắn hoặc gạo tẻ, khi có lễ đặc biệt quan trọng thì dùng gạo nếp. Phương pháp làm rượu đơn giản, gạo nấu thành cơm rồi trộn với trấu, dàn mỏng rồi phơi. Men rượu được người dân tộc chế từ vỏ cây hiam lấy trong rừng trộn với bột ớt, bột gừng, riềng, bột gạo, một số thứ lá và rễ cây khác, trộn với nước và vắt thành từng bánh nhỏ, phơi thật khô, sau đó để từ 10–15 ngày giã nhỏ rắc lên trên nia cơm, sau đó trộn thêm một lần trấu nữa rồi đổ vào ché trấu ủ từ 1 đến 2 ngày, lấy lá chuối khô ủ kín. Sau một tháng đem ra dùng, khi uống lót lá chuối tươi ở trên, đổ nước lã đầy ché, dùng cần cắm xuyên qua các tầng lá xuống đấy ché, uống cạn đến đâu lại chế thêm nước lã đến đấy.

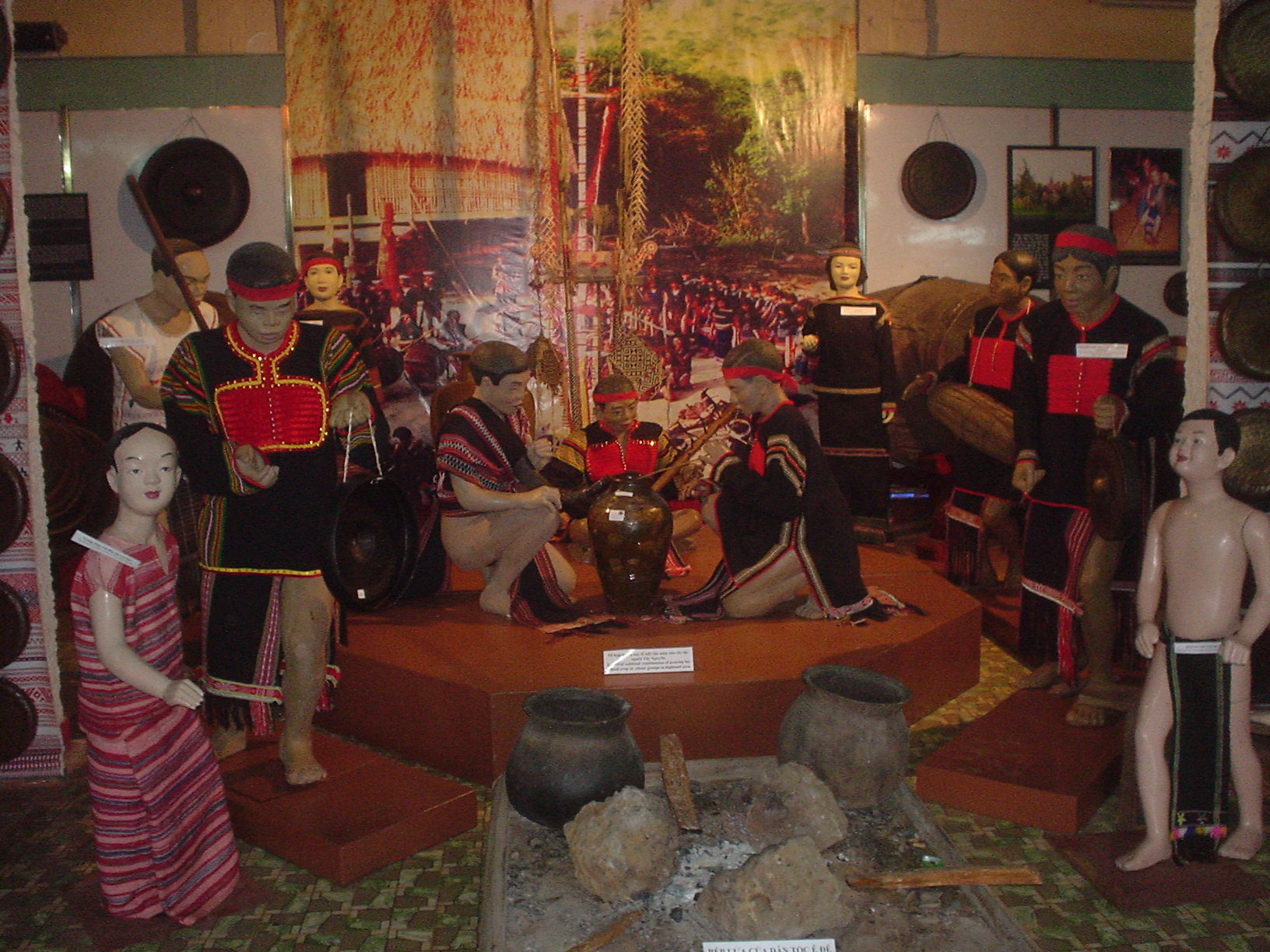
Uống rượu cần

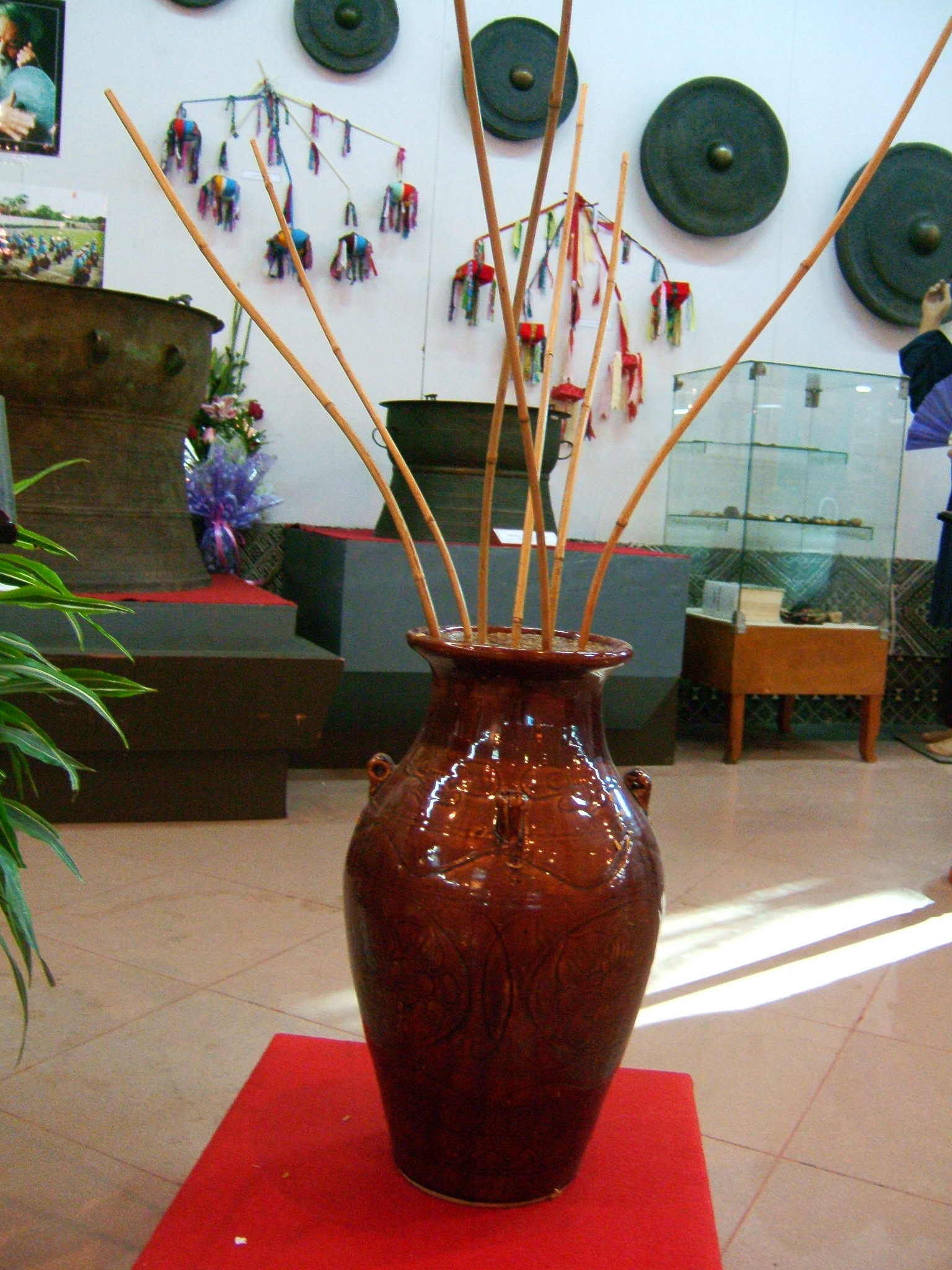
Một bình rượu cần của người Mường, Hòa Bình trưng bày trong triển lãm với nhiều cần được cắm vào bình

Trong văn hóa các dân tộc Tây Nguyên, dù là nhà rông của làng hay là nhà sàn của từng gia đình, luôn luôn có một cây cọc uống rượu. Cọc uống rượu của gia đình thường chỉ nhô lên mặt sàn chừng một mét, nhưng ở nhà rông thì cao vút đến tận nóc, trên đầu cây có hoa văn trang trí, tua ren hoa lá sặc sỡ. Khi uống rượu, chủ nhà đem chóe buộc vào cọc, mở nắp bỏ lớp lá đậy trên miệng, đổ đầy nước, để chừng một giờ đồng hồ cho rượu ngấm. Nước múc ở những con suối trong veo, đựng trong những trái bầu khô, vỏ lên nước đen bóng, như gỗ mun. Cần uống rượu là những đoạn trúc được thông ruột, dài chừng một mét.
Uống rượu cần có những nghi lễ độc đáo. Chủ nhà mở chóe rượu và đọc lời cầu khấn Giàng đem lại sức khỏe, may mắn cho khách. Sau đó chủ nhà nếm trước một ngụm nhỏ rồi nâng cần trao cho khách. Khách nên đỡ lấy cần bằng hai tay, tay trái đặt lên đầu cần, tay phải cầm phần thân cần sát miệng chóe, nhẹ nhàng vuốt dọc lên rồi uống. Chủ nhà sẽ thân chinh hoặc cử một người, thường là những thiếu nữ mặc váy thổ cẩm thêu hoa văn xinh đẹp, cầm ca (trước kia thường dùng sừng trâu) tiếp nước vào chóe. Người Tây Nguyên uống rượu rất công bằng, cách rót nước như vậy gọi là đong "kang". Khi rót hết nước trong ca, nghĩa là khách đã uống hết phần rượu. Ngoài ra cũng thường thấy để xét công bằng về lượng rượu cho mỗi người, chủ nhà dùng cành cây gác ngang miệng chóe, có nhánh cắm xuống mặt nước một đoạn chừng một phân. Khi người uống hút rượu, mực nước thấp xuống, đến đoạn đầu nhánh cây là đủ phần mình..
Khác với các dân tộc khác, người Rhade và M'nông chỉ dùng một chiếc cần duy nhất để uống. Thứ tự uống cũng khác: khi thầy cúng cúng xong, mọi người vít cần uống rượu theo thứ tự nữ uống trước, nam uống sau hoặc theo thứ tự chủ nhà, thầy cúng, anh hoặc em bà chủ nhà, người già, nếu có khách quý thì chủ nhà uống xong cầm cần mời khách. Đều hết sức đặc biệt là cần rượu duy nhất đó không bao giờ rời khỏi bàn tay con người, ai đó mà thả cần rượu ra khỏi tay là thất lễ với chủ nhà. Khi trao cần rượu cho người khác phải dùng đầu ngón tay bịt lỗ đầu cần.
Trước đây người Rhade thường dùng các loại ché Tuk, ché Tang màu da lươn là những loại ché quý dùng trong dịp lễ lớn nhưng hiện nay họ chỉ dùng các loại ché thường như ché ba. Còn người M'nông thì dùng các loại ché mà họ gọi là Yang Bung, R' Lungman.
Người K'ho cho thêm các loại hoa màu khác như: khoai mì, sắn, bắp làm rượu. Người K'ho làm men rượu từ gạo và một số loại cây lá đặc trưng như cây đòng và cây me kà zút. Sau khi hoàn tất, nguồn sơ chế được đổ vào ché, lấy lá chuối khô ủ kín. Sau một tháng mới đem ra dùng. Khi uống lót lá chuối tươi ở phía trên, đổ nước lã đầy ché, dùng cần cắm xuyên qua các tầng lá xuống đấy ché, uống cạn đến đâu lại chế thêm nước đến đấy. Rượu cần của người K'ho càng để lâu năm càng ngon, càng quý.
Người K'ho quan niệm rằng "Những ché rượu là nơi trú ngụ của Giàng Tơr Nơm (thần rượu cần)". Vì thế ché rượu là vật dụng thiêng và quý báu. Người K'ho không tự làm ra các ché đựng rượu, mà thường phải đổi nhiều thứ, đồ vật quý mới có được các ché rượu. Vì thế có những ché rượu cổ trị giá đến mấy chục con trâu. Trong quan niệm của người K'ho, sự giàu có của mỗi gia đình được đong đếm bằng số chiêng ché mà gia đình đó cất giữ. Cho đến nay, người K'ho vẫn lưu truyền phong tục sưu tầm các loại ché rượu.

### Người Mường
Rượu cần người Mường không phải là đồ uống hàng ngày mà chỉ khi nhà có đông khách quý, dịp lễ tết, hội hè, người Mường mới tổ chức uống rượu. Khi uống phải có đông người, càng đông càng vui. Ở Mai Châu, Hòa Bình trong các bản dân tộc Mường, uống rượu cần gọi là "vít khòe" (vít cần rượu). Vò rượu ủ chôn dưới đất 100 ngày được đào lên, cạnh vò là một chậu đồng đựng nước suối trong vắt. Chủ nhà là người làm chủ một bữa (một đêm) rượu cần, vừa là người rót rượu, mời rượu vừa là trọng tài trong cuộc rượu (người giữ những vai trò đó gọi là Piềng), một tay cầm chiếc sừng trâu hoặc sừng dê rỗng thủng đáy để đong nước vào rượu, tay kia cầm gáo để múc nước từ chậu tiếp vào sừng. Điệu hát thay lời chúc khách quý đến bản mường mạnh khỏe, hạnh phúc. Vừa hát, vừa đong nước, tiếp nước vào vò rượu. Tốp khách nào uống không kịp, để rượu trào ra sẽ bị phạt bằng cách phải uống tiếp mấy "sừng" nữa trong tiếng vui cười của mọi người.
Cách uống rượu cần của người Mường khác các dân tộc khác, sử dụng nhiều cần rượu mỗi người một cần để nhiều người có thể cùng uống. Các cần rượu (cái khòe) làm từ ống trúc rừng nhỏ tỏa đều, không được bắt chéo lên nhau, mỗi người vít lấy một khòe mà hút rượu, bao giờ người nắm quyền quyết định ra hiệu thôi mới được ngừng, không ai được bỏ nửa chừng vì sẽ bị phạt.

### Campuchia

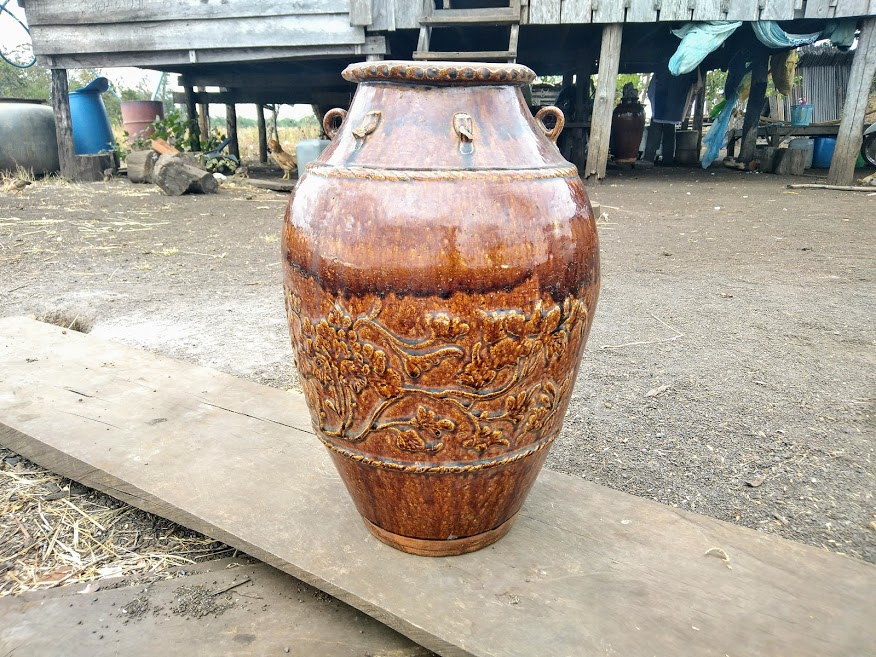
Sra peang tại một ngôi làng ở Mondulkiri

Sra peang (tiếng Khmer: ស្រា ពាង) là một loại rượu gạo được đựng trong ché đất và là loại rượu bản địa của một số dân tộc thiểu số ở Campuchia (Khmer Loeu), ở các khu vực như Mondulkiri hoặc Ratanakiri. Nó được làm bằng gạo nếp lên men trộn với một số loại thảo mộc địa phương (bao gồm cả lá và rễ). Các loại và số lượng các loại thảo mộc được thêm vào khác nhau tùy theo nhóm dân tộc và khu vực. Hỗn hợp này sau đó được cho vào ché, đậy nắp và để lên men ít nhất một tháng. Độ mạnh của đồ uống có cồn này thường là độ cồn từ 15 đến 25 phần trăm theo thể tích. 
Theo nhà dân tộc học người KhmerAng Choulean, loại rượu này được người Khmmer sử dụng từ thời Angkorian, như có thể được quan sát thấy trên một số bức phù điêu của đền Bayon, mặc dù những người uống đồ uống có thể từ Chân Lạp.